# NGC 4677
NGC 4677 is een balkspiraalstelsel in het sterrenbeeld Centaur. Het hemelobject werd op 8 juni 1834 ontdekt door de Britse astronoom John Herschel.

## Synoniemen
- ESO 322-78
- MCG -7-26-44
- DCL 199
- PGC 43127